# Lyssomanes jucari
Lyssomanes jucari là một loài nhện trong họ Salticidae.
Loài này thuộc chi Lyssomanes. Lyssomanes jucari được María Elena Galiano miêu tả năm 1984.